# Rudi Vittori
Rudi Vittori, per l'anagrafe Rodolfo (Sagrado, 22 dicembre 1956), è un alpinista, psicologo e scrittore italiano.
A cavallo tra gli anni '70 e '80 ha partecipato attivamente al dibattito sull'evoluzione dell'Alpinismo e dell'Arrampicata sportiva.

## Biografia
Cominciò a praticare la speleologia a 12 anni, per poi abbandonarla immediatamente ed iniziare ad arrampicare all'età di 15 anni.
Alpinista totale, ha arrampicato sia su calcare e dolomia, sia su granito. La sua attività spazia su tutto l'arco alpino nel corso degli anni settanta e ottanta del '900. È stato un precursore, alla fine degli anni '70, del cascatismo nelle Alpi Orientali, salendo innumerevoli cascate di ghiaccio, in particolare nelle valli più nascoste delle Alpi Giulie Occidentali, mettendo a punto materiali e tecniche per la salita verticale.
Ha aperto alcune vie sulle pareti del Jôf Fuart, a oriente, e del Monte Bianco
Attivo anche su terreni extraeuropei, da menzionare la salita alla Cresta Sud Ovest del Cerro Mercedario considerata all'epoca uno degli ultimi problemi andini.
In bilico tra arrampicata tradizionale e moderna, è stato al centro di numerosi dibattiti sul concetto di "arrampicata libera" e di "arrampicata sportiva".
L'attività pubblicistica lo ha visto costantemente coinvolto nel dibattito sulle principali testate dell'epoca: Rivista della Montagna, Alp, oltre ai periodici del Club Alpino Italiano, in difesa della purezza e contro l'uso dello spit come elemento di protezione in montagna.
Per l'attività culturale nei confronti dell'Alpinismo, nel 1986 viene accolto quale Accademico nel GISM (Gruppo Italiano Scrittori di Montagna).

## Opere principali
- Respiri di Tempo, B&V Editori, 1999. ISBN 88-87597-01-4.
- Sui sentieri del Friuli Venezia Giulia, Edizioni CDA Torino, 1997. ISBN 88-85504-14-0.
- Viento Blanco, Milano, IML.it, 2010.
- Viento Blanco: cronaca di un sogno, Amazon, 2024 ISBN 979-8341293144
- Ansia - Sconfiggerla e vivere sereni, Ed. Ducale, 2024 ISBN 979-1280838506